# Scott Bull
John Scott Bull (Camden, 8 giugno 1953) è un ex giocatore di football americano statunitense che ha giocato nel ruolo di quarterback nella National Football League (NFL). Al college giocò a football all'Università dell'Arkansas.

## Carriera professionistica
Bull fu scelto nel corso del sesto giro del Draft NFL 1976 dai San Francisco 49ers. Nella sua carriera passò tre touchdown e ne segnò altri tre su corsa. È dei pochi quarterback rookie ad avere battuto l'MVP della NFL in carica quando superò i Minnesota Vikings di Fran Tarkenton nella stagione regolare 1976.

## Vittorie e premi
Nessuno

## Statistiche
| Yard passate      | 992  |
| Touchdown         | 3    |
| Intercetti subiti | 17   |
| Passer rating     | 24,8 |